# Lousakiés
Lousakiés, en grec moderne : Λουσακιές, est un village du dème de Kissamos, dans le district régional de La Canée, de la Crète, en Grèce. Selon le recensement de 2011, la population de Lousakiés compte 127 habitants. Le village est situé à une altitude de 260 m et à une distance de 7,7 km de Kissamos.

## Recensements de la population
| Recensements | 1900 | 1920 | 1928 | 1940 | 1951 | 1961 | 1971 | 1981 | 1991 | 2001 | 2011 |
| ------------ | ---- | ---- | ---- | ---- | ---- | ---- | ---- | ---- | ---- | ---- | ---- |
| Population   | 465  | 404  | 393  | 578  | 140  | 154  | 190  | 175  | -    | 152  | 127  |